# 루푸시아
루푸시아(학명: Rufusia pilicola 루푸시아 필리콜라[*])는 마디털홍조강에 속하는 홍조류의 일종이다. 루푸시아목(Rufusiales)과 루푸시아과(Rufusiaceae), 루푸시아속(Rufusia)의 유일종이다. 2종의 녹조류(D. bradypodis, Chlorococcum choloepodis)와 함께 서식하며, 나무늘보(갈색목세발가락나무늘보)의 털에 편리 공생을 한다.